# Morisaki Kazuyuki
Morisaki Kazuyuki (森﨑 和幸 Morisaki Kazuyuki,  sinh ngày 9 tháng 5 năm 1981 ở Aki-ku Hiroshima) là một cầu thủ bóng đá người Nhật Bản hiện tại thi đấu cho Sanfrecce Hiroshima của J-League. He is the twin brother của Koji Morisaki.

## Thống kê sự nghiệp
Cập nhật gần đây nhất: 23 tháng 2 năm 2017.
| Thành tích câu lạc bộ | Thành tích câu lạc bộ | Thành tích câu lạc bộ | Giải vô địch | Giải vô địch | Cúp                   | Cúp                   | Cúp Liên đoàn | Cúp Liên đoàn | Châu lục | Châu lục  | Khác1   | Khác1     | Tổng cộng | Tổng cộng |
| Mùa giải              | Câu lạc bộ            | Giải vô địch          | Số trận      | Bàn thắng    | Số trận               | Bàn thắng             | Số trận       | Bàn thắng     | Số trận  | Bàn thắng | Số trận | Bàn thắng | Số trận   | Bàn thắng |
| Nhật Bản              | Nhật Bản              | Nhật Bản              | Giải vô địch | Giải vô địch | Cúp Hoàng đế Nhật Bản | Cúp Hoàng đế Nhật Bản | Cúp Liên đoàn | Cúp Liên đoàn | AFC      | AFC       | Khác    | Khác      | Tổng cộng | Tổng cộng |
| --------------------- | --------------------- | --------------------- | ------------ | ------------ | --------------------- | --------------------- | ------------- | ------------- | -------- | --------- | ------- | --------- | --------- | --------- |
| 1999                  | Sanfrecce Hiroshima   | J1 League             | 3            | 0            | 5                     | 0                     | 0             | 0             | -        | -         | -       | -         | 8         | 0         |
| 2000                  | Sanfrecce Hiroshima   | J1 League             | 24           | 3            | 2                     | 0                     | 4             | 0             | -        | -         | -       | -         | 30        | 3         |
| 2001                  | Sanfrecce Hiroshima   | J1 League             | 26           | 1            | 2                     | 0                     | 3             | 0             | -        | -         | -       | -         | 31        | 1         |
| 2002                  | Sanfrecce Hiroshima   | J1 League             | 25           | 1            | 4                     | 2                     | 2             | 0             | -        | -         | -       | -         | 31        | 3         |
| 2003                  | Sanfrecce Hiroshima   | J2 League             | 41           | 1            | 2                     | 0                     | -             | -             | -        | -         | -       | -         | 43        | 1         |
| 2004                  | Sanfrecce Hiroshima   | J1 League             | 28           | 5            | 1                     | 0                     | 5             | 0             | -        | -         | -       | -         | 34        | 5         |
| 2005                  | Sanfrecce Hiroshima   | J1 League             | 34           | 4            | 2                     | 1                     | 6             | 0             | -        | -         | -       | -         | 42        | 5         |
| 2006                  | Sanfrecce Hiroshima   | J1 League             | 26           | 2            | 2                     | 0                     | 1             | 0             | -        | -         | -       | -         | 29        | 2         |
| 2007                  | Sanfrecce Hiroshima   | J1 League             | 32           | 0            | 5                     | 0                     | 6             | 0             | -        | -         | -       | -         | 43        | 0         |
| 2008                  | Sanfrecce Hiroshima   | J2 League             | 33           | 2            | 3                     | 0                     | -             | -             | -        | -         | -       | -         | 36        | 2         |
| 2009                  | Sanfrecce Hiroshima   | J1 League             | 18           | 0            | 2                     | 0                     | 1             | 0             | -        | -         | -       | -         | 21        | 0         |
| 2010                  | Sanfrecce Hiroshima   | J1 League             | 17           | 0            | 1                     | 0                     | 3             | 0             | 4        | 1         | -       | -         | 25        | 1         |
| 2011                  | Sanfrecce Hiroshima   | J1 League             | 32           | 0            | 1                     | 0                     | 2             | 0             | -        | -         | -       | -         | 35        | 0         |
| 2012                  | Sanfrecce Hiroshima   | J1 League             | 33           | 2            | 1                     | 0                     | 2             | 0             | -        | -         | -       | -         | 36        | 2         |
| 2013                  | Sanfrecce Hiroshima   | J1 League             | 33           | 0            | 5                     | 0                     | 2             | 0             | -        | -         | 4       | 0         | 44        | 0         |
| 2014                  | Sanfrecce Hiroshima   | J1 League             | 29           | 0            | 0                     | 0                     | 2             | 0             | 0        | 0         | -       | -         | 31        | 0         |
| 2015                  | Sanfrecce Hiroshima   | J1 League             | 33           | 1            | 1                     | 0                     | 1             | 0             | -        | -         | 4       | 0         | 39        | 1         |
| 2016                  | Sanfrecce Hiroshima   | J1 League             | 24           | 0            | 1                     | 0                     | 1             | 0             | 1        | 0         | 1       | 0         | 28        | 0         |
| Tổng cộng sự nghiệp   | Tổng cộng sự nghiệp   | Tổng cộng sự nghiệp   | 491          | 22           | 40                    | 3                     | 41            | 0             | 5        | 1         | 9       | 0         | 586       | 26        |

1Bao gồm Siêu cúp Nhật Bản, Giải bóng đá Cúp câu lạc bộ thế giới và J. League Championship.

## Danh hiệu và giải thưởng

### Câu lạc bộ
Sanfrecce Hiroshima
- J1 League: 2012, 2015
- J2 League: 2008
- Siêu cúp Nhật Bản: 2008, 2013, 2016

### Cá nhân
- Lính mới xuất sắc nhất năm của J. League: 2000

## Thống kê sự nghiệp đội tuyển quốc gia

### Số lần ra sân ở các giải đấu lớn
| Năm  | Giải đấu                               | Thể loại | Số trận | Số trận | Bàn thắng | Thành tích đội bóng |
| Năm  | Giải đấu                               | Thể loại | Start   | Sub     | Bàn thắng | Thành tích đội bóng |
| ---- | -------------------------------------- | -------- | ------- | ------- | --------- | ------------------- |
| 2001 | Giải vô địch bóng đá trẻ thế giới 2001 | U-20     | 3       | 0       | 1         | Vòng 1              |